# Maladzetjna
Maladzetjna (belarusiska: Маладзечна, uttalat [maɫa'dzʲetʂna] (IPA), ryska: Молодечно, Molodetjno) är en stad i Minsks voblast i Belarus. Staden är administrativt center i distriktet med samma namn, Maladzetjna rajon, och tidigare Molodetjno oblast. Invånarantalet uppgick till 94 922 i början av 2014. Platsen har varit bebodd sedan 1388, då den var en del av storhertigdömet Litauen. Under kalla kriget fanns det även en flygbas i staden.

## Historia
Fortifikationen på Usjas strand nämndes första gången 1388, men var troligen bebodd innan dess. Man har funnit resterna av rektangulära stenmurar, 3,5 meter höga och 11 meter breda. Staden nämns året efter i ett dokument av prins Dymitr Korybut av Novhorod-Siverskyj.
År 1501 donerades platsen av Sigismund I av Polen till Mikael av Mstislav på villkor av säker passage av floden för områdets adelsmän och jägare. Privilegiet upprepades den 12 juli 1511. Efter Mikaels död hade platsen flera ägare tills 1567 då Nastasi Zbaraski av Troki vojvodskap förvärvade den. Året efter äger ett slag rum i närheten av slottet, där en 40 000 man stark armé från Polsk-litauiska samväldet besegrade styrkor från Storfurstendömet Moskva.
År 1617 köptes det av Lew Sapieha och hade då omkring 1 000 invånare. Den 20 augusti 1631 köpte Stanisław Siemiott, kammarherre i Smolensk platsen och delade upp området mellan sina söner. Efter en testamentskonflikt mellan Siemotts efterlevande och Aleksander Gosiewski tillföll platsen familjen Gosiewski. Under deras ägandetid byggdes fortifikationerna ut och förstärktes, framförallt genom fler bastioner. Vid denna tid började Maladzetjna kallas stad trots att den ännu inte erhållit stadsrättigheter. Trots detta fungerade platsen som ett centrum för handel och ekonomi för de omkringliggande byarna och gjorde även betydande vinster på handeln mellan Litauen och Polen. År 1708 var slottet ett av högkvarteren för Karl XII:s armé, vilket gjorde att det delvis förstördes vid ett slag mellan svenska och ryska trupper.

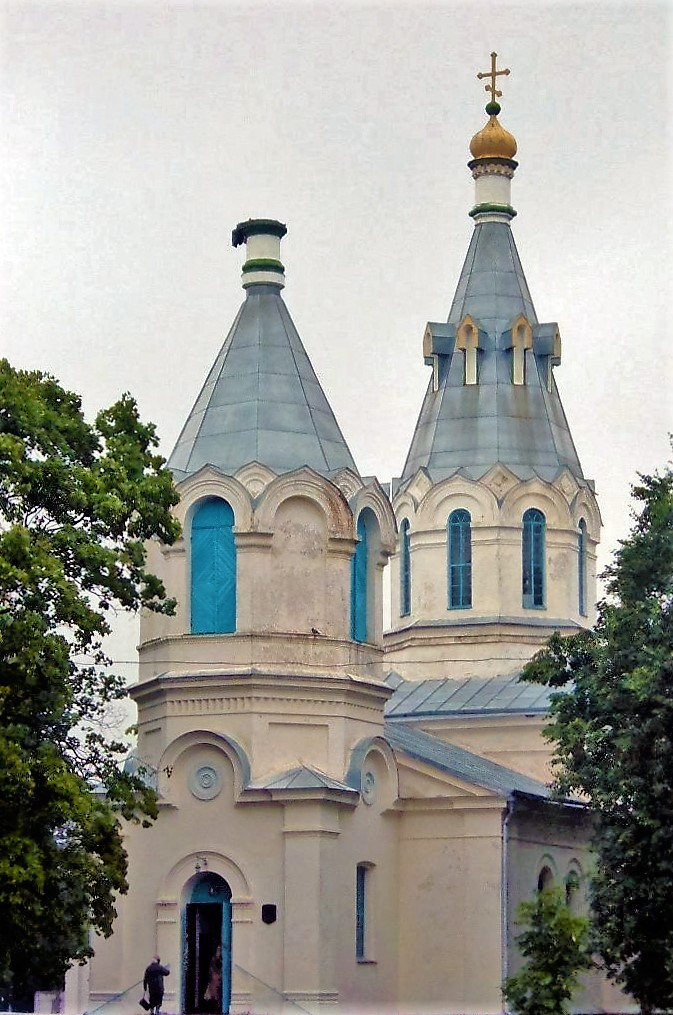
Kyrkan i Maladzetjna

Den 18 september 1711 sålde biskop Bogusław Gosiewski till familjen Ogiński som gjorde den till ett av huvudcentren för sina domäner. De uppförde ett nytt palats och en senrenässanskyrka. De bad även kung August den starke av Polen att bevilja byn stadsrättigheter. Trots att detta inte skedde förrän 1730 beviljade kungen två fester om året och två marknader varje vecka. I mitten av 1700-talet grundade familjen Ogiński även ett treenighetslärokloster här.
På grund av Polens delningar blev området en del av Kejsardömet Ryssland och palatset övergavs kort därefter. Under slutfasen av Napoleons ryska fälttåg 1812 gjorde La grande armée sin sista insats i storhertigdömet Litauen. Tidigt i november 1812 gav Napoleon sina sista order till sina marskalkar här och reste sedan till Vilnius. Den 21 november samma år kom den polskfödde ryske generalen Jefim Tjaplits till det franska lägret här och besegrade de franska trupperna under ledning av marskalk Claude Victor-Perrin. Staden förstördes helt, liksom klostret och slottet. På grund av detta hade staden inte fler än 500 invånare i mitten av 1800-talet.
Staden började inte återhämta sig förrän den senare delen av århundradet. 1864 öppnades en ryskspråkig skola och 1871 byggdes en ortodox kyrka vid stadens torg. 1873 förbands Maladzetjna med yttervärlden tack vare järnvägen mellan Minsk och Vilnius som blev starten för en period av ekonomisk återhämtning för hela regionen. Tidigt på 1900-talet öppnades ytterligare en järnvägslinje som förband Sankt Petersburg och Polotsk med Lida och Siedlce. Detta gjorde staden till en viktig järnvägsknut som drog många nya bosättare, mestadels judar. Vid första världskrigets utbrott var invånarantalet redan över 2 000.
Under kriget var staden högkvarter för ryska 10:e armén. Mellan februari och december 1918 var staden under tysk ockupation, men anfölls av bolsjevikerna under ryska inbördeskriget. Den 4 juli 1919 erövrades staden av polska armén under ledning av Gen. Därefter kontrollerades staden en kort tid av ryska trupper under polsk-sovjetiska kriget. Vid freden i Riga blev staden polsk med gränsen till Sovjetunionen 30 kilometer österut. Detta gjorde att staden skars av från mycket av sin ekonomiska grund, för att förhindra ekonomisk undergång beviljades stadsrättigheter den 26 april 1929 och staden blev även huvudstad i en separat powiat i Vilnius vojvodskap.
På grund av invasionen av Polen och Molotov-Ribbentrop-pakten ockuperades staden av Röda armén och blev den 4 december 1939 en del av Vitryska SSR och Vileika voblast. NKVD upprättade ett koncentrationsläger i stadens skola för lärare. Efter den tyska invasionen av Sovjetunionen befriades lägret, men samtidigt sände de nya tyska ledarna de flesta av de lokala judarna till tyska koncentrationsläger över hela det ockuperade Europa. Dessutom inrättade tyska Wehrmacht den ökända Stalag 342 för sovjetiska krigsfångar där minst 30 000 människor dödades. Den 5 juni 1944 ockuperades staden än en gång av Röda armén och blev åter sovjetisk. De svåra skador som Vileika fick under kriget gjorde staden olämplig som administrativt centrum, en roll som Maladzetjna, som ligger endast 20 kilometer därifrån, fick överta när den civila kontrollen återställdes i Vitryska SSR den 20 september 1944.
Maladzetjna voblast överlevde även 1954 års reform då antalet voblaster i Vitryska SSR halverades, men den 20 januari 1960 slogs voblasten ihop med Minsk oblast, där den ligger än idag som en del av Belarus.